# Заблоцкий, Францишек
Францишек Забло́цкий герба Лада (Франц Заблоцкий; пол. Franciszek Mikołaj Zabłocki; 2 января 1754 — 10 сентября 1821, Коньсковоля) — польский поэт и один из первых польских драматургов, художник, иллюстратор книг, декоратор театральных постановок. Учился у пиаров, был священником. 

## Биография
Представитель шляхетского рода Заблоцких герба Лада. Родом с Волыни. Первоначально учился в коллегиуме пиаристов в Великих Межиричах, затем в течение трёх лет у иезуитов. В 1770—1774 служил в свите Антона Горского, стольника чехановского.
В 1774 году стал чиновником в Эдукационной комиссии, занятой вопросами образования, посетил ряд школ Волынского, Подольского, Брацлавского и Киевского воеводств.
В 1774—1777 годах сотрудничал с журналом «Приятные и полезные забавы», писал статьи и заметки. С 1781 до 1788 сотрудничал с Национальным театром, для которого написал ряд произведений. В 1783 году — секретарь Общества элементарной книги. С этого момента активно занимается редактированием и печатанием школьных книг. Переводит научные и просветительские произведения с французского и немецкого языков. В 1784 году занимался налаживанием работы Надворной типографии.
В 1791 году назначен исполняющим обязанности главы канцелярии Эдукационной комиссии. В 1792 присоединился к Тарговицкой конфедерации. В 1794 году участвовал в восстании Костюшко. Занимал ряд должностей при департаментах Высшего национального совета. Сражался при обороне Праги, предместья Варшавы.
После подавления восстания в 1795 уехал в Рим, где стал священником. В 1798 году смог вернуться в Польшу, служил сельским священником в районе Пулавы, а в 1800 до самой смерти в 1821 году — священник в с. Коньсковоля.

## Избранные произведения
Автор комедий
- «Суеверный» (1781)
- «Сарматизм» (1785)
- «Трезвомыслящий человек» (1786)
- «Наказанный предатель» (1786)
- «Солиман II, или три султана». Комедия в трёх актах (1786)
- «Повторно влюбиться» (1786)
- «Амфитрион»,
- «Мухаммед Арлекин»,
- «Врач из Люблина»,
- «Желтый колпак» и др.